# Gagea turanica
Gagea turanica är en liljeväxtart som beskrevs av Igor Germanovich Levichev. Gagea turanica ingår i Vårlökssläktet och i familjen liljeväxter. Inga underarter finns listade.